# 深瀬信千代
深瀨 信千代（ふかせ のぶちよ、1911年12月7日 - 1985年9月25日）は、日本の実業家、元官僚、元俳優である。終戦後の一時期、牧 壮吉（まき そうきち）を名乗り、東宝の専属俳優として活動していた。

## 来歴
1911年（明治44年）12月7日、北海道函館市に生まれる。
函館市立弥生小学校、旧制奈良県立奈良中学校（現在の奈良県立奈良高等学校）、旧制第四高等学校文科（乙類）をそれぞれ卒業後、京都帝国大学法学部（現在の京都大学）に進学する。旧制高校時代は時習寮委員長を務め、また、大学時代まで陸上競技部の投擲選手としてもならした。
1934年（昭和9年）、京都帝国大学卒業と同時に満洲国へ渡り、南満州鉄道株式会社に入社。はじめ東京支社庶務課に配属されていたが、後に哈爾濱特別市（現在の中華人民共和国黒竜江省ハルビン市）に拠点を置いていた北満江運局に異動となり、同局構内助役に就任する。満州各路線の鉄道事業に携わったほか、松花江、烏蘇里江、黒竜江にそれぞれ開設された満鉄厚生船の責任者として、沿岸住民への医療品・食料品・生活用品の需給や各劇団の乗り組み・慰問に尽力した。その後、東亜経済調査局南洋班職員として一時出向していたが、再び北満江運局に戻り、第二次世界大戦末期には同局総務部人事課長に就任した。1945年（昭和20年）8月、厚生船「同江号」の乗船中に終戦を迎え、深瀨は命からがら哈爾濱特別市から京都府京都市に引き揚げたという。
終戦後は大阪府大阪市に移り、しばらくは託送業に従事した。1948年（昭和23年）には独立して、かつて満州国総務庁参事官を務めていた加藤正夫を筆頭に、加藤太一、伊藤満一ら旧満州の引揚者、並びに大陸鉄道従業員協同組合商事部の理事を務めていた野津長三郎と共に、私設郵便局「ヂヤパン・エキスプレス・サービス」を京都府京都市下京区烏丸に開設。第二次世界大戦の罹災者や旧満州など大陸引揚者の支援を目的として稼働していたが、同年8月、郵便法違反で大阪郵政監査局に検挙され、頓挫する。なお、深瀨は翌1949年（昭和24年）3月に同社を脱退した為、懲役刑は免れたものの、他の関与人と併せて追徴金約730万円が課された。
1950年（昭和25年）、上記の事業失敗により生活が更に困窮したため、一転して映画俳優を志し、東宝の専属俳優となる。これは、旧制高校時代の先輩だった作家井上靖の斡旋で入社したといわれる。芸名を「牧 壮吉」と名乗り、1954年（昭和29年）4月26日に公開された黒澤明監督映画『七人の侍』などに出演。また、実業家小林一三の招聘により、宝塚歌劇団企画部に在籍していた時期もあった。ところが、ほとんどが脇役・端役で役柄には恵まれず、1956年（昭和31年）に東宝を退社。同じく東宝の専属俳優だった加藤茂雄によれば、この後、1954年（昭和29年）から翌1955年（昭和30年）にかけて製作・公開されたマキノ雅弘監督・小堀明男主演による「新鞍馬天狗」シリーズにおいて、西郷吉之助役を好演したのを機に東映に移籍したというが、同社での経歴・出演歴は共に不明である。
1958年（昭和33年）、映画界を離れ、旧制高校時代からの旧友だった竹林八郎（当時代表取締役社長）の招聘により、朝日企業株式会社に入社。同社において監査役、取締役（東京支店長）を歴任した。また、かつて東京都港区虎ノ門にあった発明会館（発明会館ホールとも、現存せず）の常務（責任者）として出向していた時期もある。1974年（昭和49年）、旧満州での実体験をもとに、著書『オロチョンの挽歌 満鉄厚生船終焉記』（自費出版）を発表。同書は、翌1975年（昭和50年）10月25日に新弘明社によって出版され、また、深瀨が亡くなる約1ヶ月前にあたる1985年（昭和60年）8月10日にも、中央公論社によって『満鉄厚生船の最期』と改題・再版されている。晩年は公益財団法人日本国際連合協会に加わり、同会常務理事を務めていた。
1985年（昭和60年）9月25日午後7時、脳腫瘍のため、千葉県市川市にある化学療法研究所附属病院（現在の国際医療福祉大学市川病院）で死去した。満73歳没。

## 人物
東宝の俳優であった加藤茂雄によれば、牧は頭が良く、毎日配られる専属俳優の香盤表を仲間の分までチェックしていたという。また、仕事の有無に関わらず新宿の喫茶店「耕路」で毎日コーヒーを飲んでいる姿が印象に残っていることを述懐している。

## フィルモグラフィ
特筆以外、全て製作・配給は「東宝」、全て「牧 壮吉」名義である。
- 『歌姫都へ行く』：監督佐藤武、製作三上プロダクション、1950年8月5日公開
- 『肉体の暴風雨』：監督佐藤武、1950年10月28日公開 - 高島取締役
- 『死の断崖』：監督谷口千吉、1951年9月28日公開
- 『ホープさん サラリーマン虎の巻』：監督山本嘉次郎、1951年10月19日公開
- 『極楽六花撰』：監督渡辺邦男、1951年12月14日公開 - 青鬼
- 『南国の肌』：監督本多猪四郎、製作木曜プロダクション、1952年2月28日公開 - 宇川次作
- 『四十八人目の男』：監督佐伯清、1952年6月26日公開 - 吉田忠左衛門
- 『思春期』：監督丸山誠治、1952年8月28日公開 - PTA
- 『生きる』：監督黒澤明、1952年10月9日公開 - 総務部長 ※ノンクレジット[4]
- 『激流』：監督谷口千吉、1952年10月23日公開 - 職長
- 『次郎長三国志 第二部 次郎長初旅』：監督マキノ雅弘、1953年1月9日公開 - 玉屋の佐十郎
- 『逃亡地帯』：監督杉江敏男、製作東京映画、1953年3月19日公開
- 『夜の終り』：監督谷口千吉、1953年4月8日公開
- 『愛情について』：監督千葉泰樹、1953年5月14日公開
- 『都会の横顔 TOKYO PROFILE』：監督清水宏、1953年7月8日公開
- 『坊っちゃん』：監督丸山誠治、製作東京映画、1953年8月12日公開[4]
- 『夕立勘五郎』：監督滝沢英輔、製作東京映画、1953年9月23日公開 - 元締
- 『太平洋の鷲』：監督本多猪四郎、1953年10月21日公開 - 赤城艦長
- 『七人の侍』：監督黒澤明、1954年4月26日公開 - 大兵（久蔵と決闘する侍）[4][13][14]
- 『かくて自由の鐘は鳴る 福澤諭吉傳』：監督熊谷久虎、1954年6月1日公開 - 山本物次郎
- 『水着の花嫁』：監督杉江敏男、1954年7月7日公開 - 大河内剛之
- 『次郎長三国志 第九部 荒神山』：監督マキノ雅弘、1954年7月14日公開
- 『新鞍馬天狗 第一話 天狗出現』：監督青柳信雄、1954年10月6日公開 - 西郷吉之助
- 『ゴジラ』：監督本多猪四郎、1954年11月3日公開 - 海上保安庁係員 ※ノンクレジット[4][5]
- 『新鞍馬天狗 第二話 東寺の決闘』：監督青柳信雄、1954年11月10日公開 - 西郷吉之助
- 『あんみつ姫 甘辛城の巻』：監督仲木繁夫、製作東京映画、1954年11月10日公開 - 鷲尾軍太夫
- 『顔役無用 男性 No.1』：監督山本嘉次郎、1955年1月3日公開 - 出資者代表委員
- 『天下泰平』：監督杉江敏男、1955年1月29日公開 - 高津社長
- 『お笑い捕物帖 八ッあん初手柄』：監督青柳信雄、1955年2月5日公開 - 与力
- 『泉へのみち』：監督筧正典、1955年3月8日公開
- 『ゴジラの逆襲』：監督小田基義、1955年4月24日公開 - 囚人C[5]
- 『制服の乙女たち』：監督青柳信雄、1955年5月25日公開 - 小野教頭
- 『33号車応答なし』：監督谷口千吉、1955年5月31日公開 - 死体検証の刑事
- 『続宮本武蔵 一乗寺の決斗』：監督稲垣浩、1955年7月12日公開 - 壬生源左衛門

## ビブリオグラフィ
- 『オロチョンの挽歌 満鉄厚生船終焉記』（1974・75年、深瀬信千代・新弘明社）
- 『満鉄厚生船の最期』（1985年、中央公論社） - 改題版